# W̊
Cette page contient des caractères spéciaux ou non latins. S’ils s’affichent mal (▯, ?, etc.), consultez la page d’aide Unicode.
W̊ (minuscule : ẘ), ou W rond en chef, était une lettre latine additionnelle utilisée dans la romanisations ISO 233 de l’écriture arabe. Il s’agit de la lettre W diacritée d’un rond en chef.

## Utilisation
Dans l’ISO 233, le W rond en chef ‹ ẘ › retranscrit le waw avec sukun ‹ وْ ›, et peut parfois être représenté par ‹ w° ›, le rond en chef ou symbole degré translittérant le sukun. Ce dernier indique que la consonne n’est pas suivie d’une voyelle, mais il est généralement omis dans les translittérations ISO 233.

## Représentations informatiques
Le W rond en chef peut être représenté avec les caractères Unicode suivants :
- précomposé (latin étendu additionnel) :

| formes    | représentations | chaînes de caractères | points de code | descriptions                           |
| --------- | --------------- | --------------------- | -------------- | -------------------------------------- |
| minuscule | ẘ               | ẘ                     | U+1E98         | lettre minuscule latine w rond en chef |

- décomposé (latin de base, diacritiques) :

| formes    | représentations | chaînes de caractères | points de code | descriptions                                       |
| --------- | --------------- | --------------------- | -------------- | -------------------------------------------------- |
| majuscule | W̊               | W◌̊                    | U+0057 U+030A  | lettre majuscule latine w diacritique rond en chef |
| minuscule | ẘ               | w◌̊                    | U+0077 U+030A  | lettre minuscule latine w diacritique rond en chef |

## Sources
- (en) Michael S. Kaplan, « Every character has a story #38: U+1e98, aka a ring atop a 'w' isn't ideal for a proposal (marriage or otherwise!)… »(Archive.org • Wikiwix • Archive.is • Google • Que faire ?), sur Sorting it all Out, 17 avril 2012.